# Lancaster (New Hampshire)
Lancaster ist der Name einer Town im Grafton County des US-Bundesstaates New Hampshire in Neuengland. Es ist Verwaltungssitz von Coös County und hat 3218 Einwohner (Stand: Volkszählung 2020).
Lancaster wird als Tor zur Great North Woods Region bezeichnet. Das östliche Stadtgebiet gehört teilweise zum White Mountain National Forest.

## Geographie
Der Ort hat eine Fläche von 131,4 Quadratkilometern, davon sind 129,1 Quadratkilometer Land und 2,3 Quadratkilometer (1,75 %) Wasser. Lancaster wird durch den Israel River entwässert, der in den Connecticut River abfließt.
Der Ort liegt 324 Meter über dem Meer, der höchste Punkt im Gemeindegebiet ist der Mount Cabot mit 1.003 Metern Höhe.
Der Bahnhof Lancaster liegt an der Bahnstrecke Quebec Junction–Lime Ridge.

## Geschichte
1763 wurde die Stadt von Captain David Page aus Petersham besiedelt. Es war die erste Siedlung nördlich von Haverhill, was 80 km südlich von Lancaster gelegen ist und lag ursprünglich in Land, welches heute Vermont gehört am Connecticut River, welcher die Grenze der beiden Staaten bildet. Der Ort wurde nach Lancaster in Massachusetts, der Heimatstadt eines Bewohners, benannt.

### Bevölkerungsentwicklung
| Volkszählungsergebnisse – Lancaster, New Hampshire | Volkszählungsergebnisse – Lancaster, New Hampshire | Volkszählungsergebnisse – Lancaster, New Hampshire | Volkszählungsergebnisse – Lancaster, New Hampshire | Volkszählungsergebnisse – Lancaster, New Hampshire | Volkszählungsergebnisse – Lancaster, New Hampshire | Volkszählungsergebnisse – Lancaster, New Hampshire | Volkszählungsergebnisse – Lancaster, New Hampshire | Volkszählungsergebnisse – Lancaster, New Hampshire | Volkszählungsergebnisse – Lancaster, New Hampshire | Volkszählungsergebnisse – Lancaster, New Hampshire |
| Jahr                                               | 1773                                               | 1775                                               | 1783                                               | 1786                                               | 1790                                               | 1800                                               | 1810                                               | 1820                                               | 1830                                               | 1840                                               |
| -------------------------------------------------- | -------------------------------------------------- | -------------------------------------------------- | -------------------------------------------------- | -------------------------------------------------- | -------------------------------------------------- | -------------------------------------------------- | -------------------------------------------------- | -------------------------------------------------- | -------------------------------------------------- | -------------------------------------------------- |
| Einwohner                                          | 37                                                 | 61                                                 | 64                                                 | 102                                                | 161                                                | 440                                                | 730                                                | 844                                                | 1187                                               | 1316                                               |
| Jahr                                               | 1850                                               | 1860                                               | 1870                                               | 1880                                               | 1890                                               | 1900                                               | 1910                                               | 1920                                               | 1930                                               | 1940                                               |
| Einwohner                                          | 1559                                               | 2020                                               | 2248                                               | 2721                                               | 3373                                               | 3190                                               | 3054                                               | 2819                                               | 2887                                               | 3095                                               |
| Jahr                                               | 1950                                               | 1960                                               | 1970                                               | 1980                                               | 1990                                               | 2000                                               | 2010                                               | 2020                                               | 2030                                               | 2040                                               |
| Einwohner                                          | 3113                                               | 3138                                               | 3166                                               | 3401                                               | 3532                                               | 3285                                               | 3507                                               | 3218                                               |                                                    |                                                    |

## Bekannte Einwohner
- Jared W. Williams (1796–1864), Gouverneur
- Jacob Benton (1814–1892), Mitglied des US-Repräsentantenhauses für New Hampshire
- John Gould Stephenson (1828–1882), Mediziner und Leiter der Library of Congress
- Ossian Ray (1835–1892), Mitglied des US-Repräsentantenhauses für New Hampshire
- Chester B. Jordan (1839–1914), Gouverneur von New Hampshire
- John Wingate Weeks (1860–1926), Senator und Kriegsminister
- GG Allin (1956–1993), Punksänger